# Église Saint-Nom-de-Marie de Sayabec
Pour les articles homonymes, voir Église Saint-Nom-de-Marie.
L'église Saint-Nom-de-Marie de Sayabec est l'église de la paroisse catholique éponyme de Sayabec au Bas-Saint-Laurent au Québec. Elle est dédiée à la Vierge Marie. Elle fut construite en 1931. Elle fait partie de l'archidiocèse de Rimouski dans la région pastorale de La Matapédia.

## Description

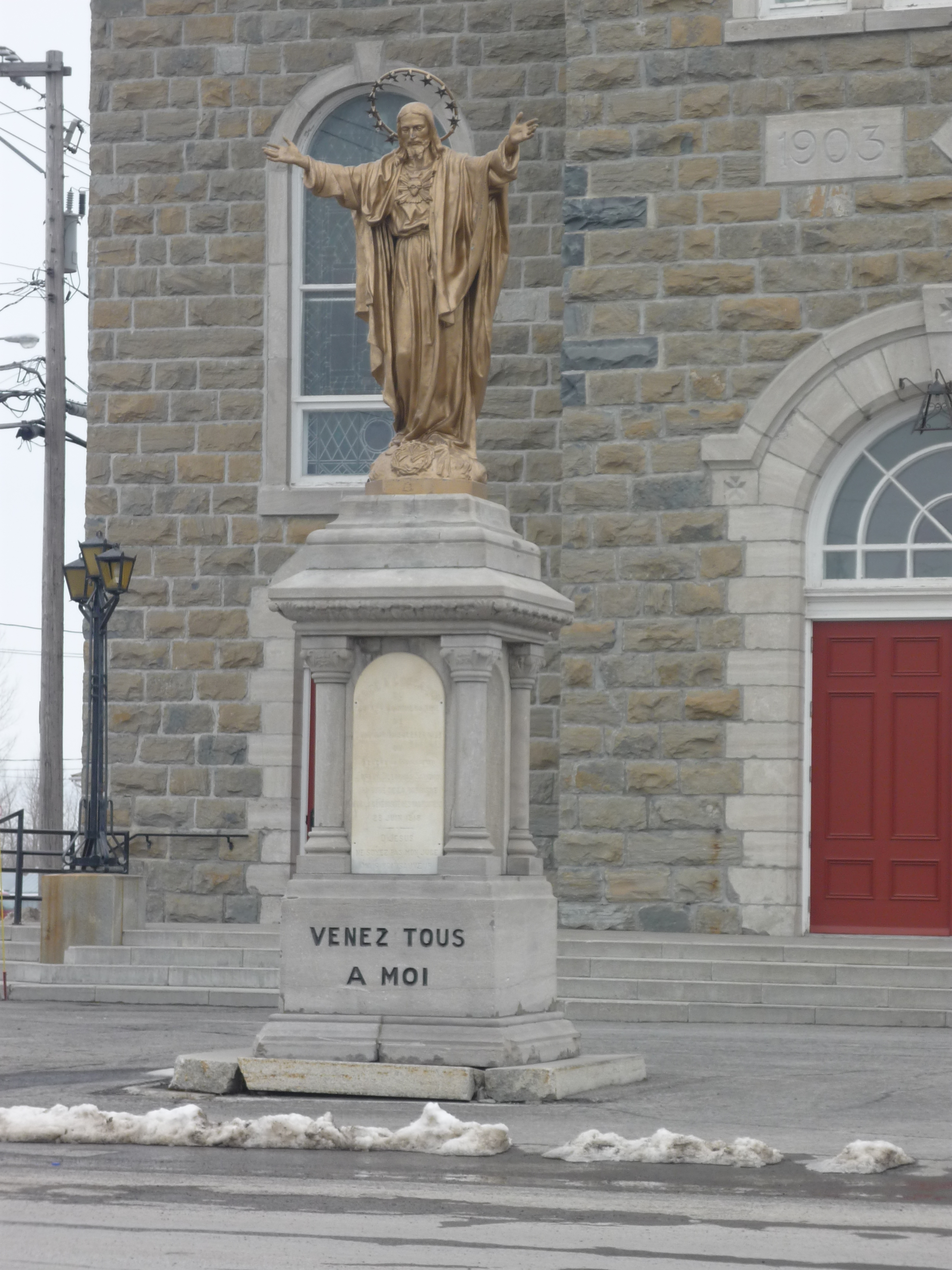
Statue du Sacré-Cœur de Jésus-Christ sur le parvis de l'église

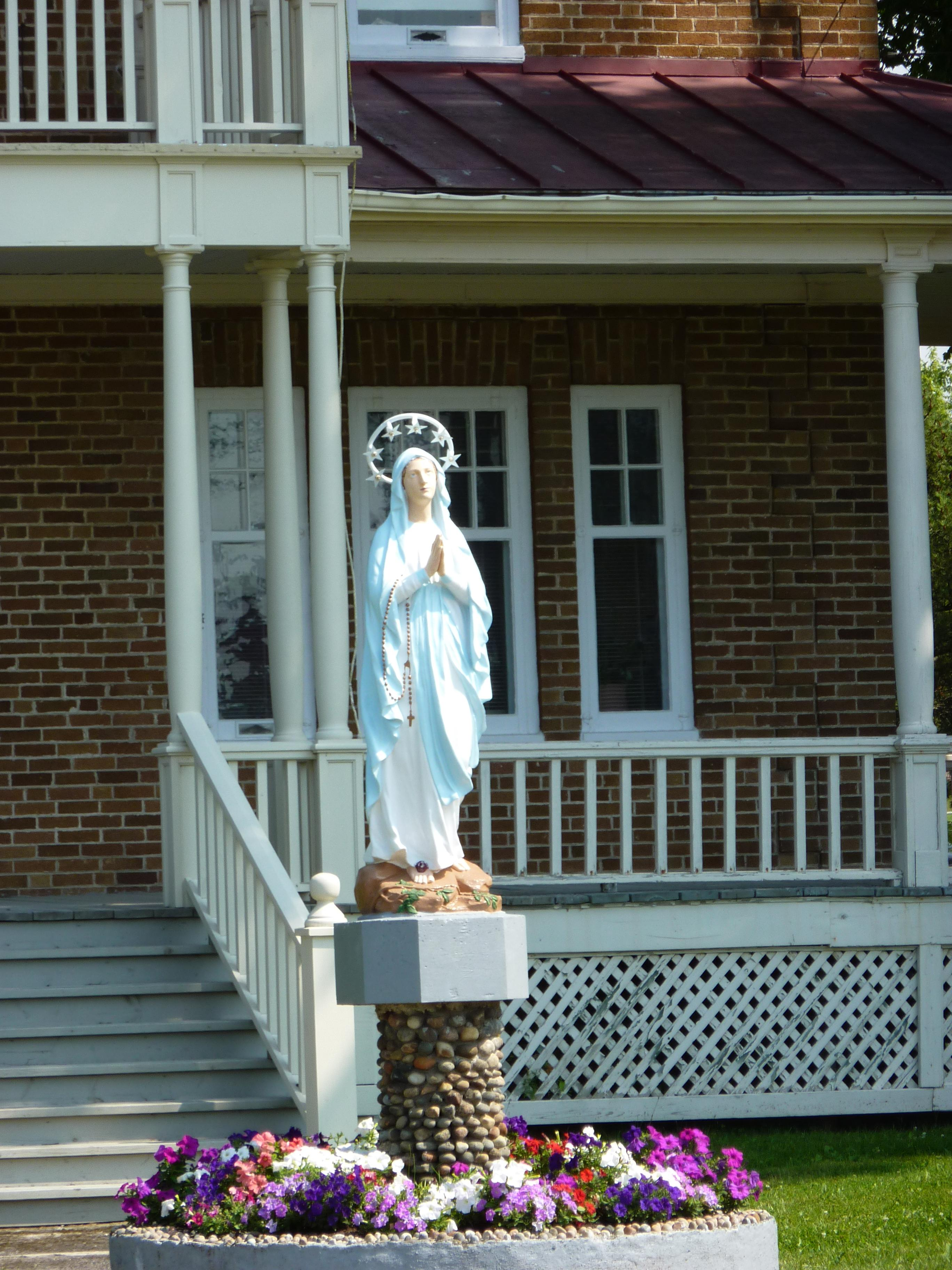
Statue de la Sainte-Vierge devant le presbytère

L'église Saint-Nom-de-Marie et son presbytère sont situés au plein cœur du village au carrefour de la route 132 et de la rue de l'Église, la principale rue du village, et est le premier bâtiment à être vu en s'approchant de la municipalité. Elle est de style néo-roman et a été bâtie selon les plans de l'architecte Pierre Lévesque,. Elle comprend une arcade, un arc en plein cintre et des moulures en pierre. Son clocher est en tôle ouvragée.
L'église comprend un orgue fabriqué par Casavant Frères en 1930. L'église a, sur ses deux côtés, des vitraux réalisés par Delphis Brousseau.
Sur le parvis devant la façade de l'église, il y a une statue du Sacré-Cœur de Jésus-Christ qui a été érigée le 28 juin 1918 par des paroissiens à l'occasion du 25e anniversaire de l'ordination sacerdocale de Joseph-Cléophas Saindon, le premier prêtre de la paroisse,. Devant le presbytère, il y a une statue de la Sainte-Vierge.

## Histoire
L'église en pierre fut construite en 1931 pour remplacer l'ancienne église qui avait été détruite par la foudre le 19 février 1929 ; elle a été bénie le 17 mai 1931. Des murs de l'ancienne église incendiée qui étaient restés debout ont été utilisés pour rebâtir l'église. La construction de la première église en pierre avait commencé en 1903. Bien qu'elle ait été bénie le 14 décembre 1905 par Mgr André-Albert Blais, sa construction se termina en 1910. La nouvelle église fut de nouveau touchée par la foudre le 26 septembre 1979, mais seulement le coq au sommet du clocher et le système électrique de l'église furent affectés. En 1986, le clocher fut électrifié.
De son côté, le presbytère a été construit en 1922.

## Utilisation
L'église Saint-Nom-de-Marie est toujours utilisée en tant qu'église latine paroissiale pour la paroisse de Sayabec.